# عسل (فیلم ۲۰۱۳)
عسل (ایتالیایی: Miele) یک فیلم درام ایتالیایی به کارگردانی والریا گولینو است که در سال ۲۰۱۳ منتشر شد. این فیلم در بخش نوعی نگاه در جشنواره فیلم کن ۲۰۱۳ پخش شد و برنده لوح تقدیر از هیئت داوران جهانی شد. این فیلم همچنین نامزد دریافت جایزه لوکس مجلس اروپا بود. یاسمینه ترینکا بابت ایفای نقش در این فیلم برندهٔ روبان نقره‌ای بهترین بازیگر زن شد.

## گزیدهٔ بازیگران
- یاسمینه ترینکا
- کارلو چکی
- لیبرو د رینتسو
- وینیچو مارکیونی
- یایا فورته
- باربارا رونکی
- والریا بیللو